# Ornella Micheli
Ornella Micheli (geb. vor 1950) ist eine italienische Filmeditorin. 
Micheli war seit 1950 im Bereich Filmschnitt tätig. Sie arbeitete als Editorin an über 50 Film- und Fernsehproduktionen mit. 

## Filmografie (Auswahl)
- 1961: Maciste in der Gewalt des Tyrannen (Maciste alla corte del gran Khan)
- 1962: Marco Polo
- 1962: Maciste, der Rächer der Verdammten (Maciste all’inferno)
- 1962: Das schreckliche Geheimnis des Dr. Hichcock (L’orribile segreto del Dr. Hichcock)
- 1966: Django – Sein Gesangbuch war der Colt (Le colt cantarono la morte e fu… tempo di massacro)
- 1966: Das dritte Auge (Il terzo occhio)
- 1966: Eine Flut von Dollars (Un fiume di dollari)
- 1967: Bang Bang Kid
- 1968: Goldraub in London L'oro di Londra
- 1968: Django – Ein Sarg voll Blut (Il momento di uccidere)
- 1968: Ringo! Such dir einen Platz zum Sterben! (Joe… cercati un posto per morire!)
- 1969: Sartana – Töten war sein täglich Brot (Sono Sartana, il vostro becchino)
- 1969: Nackt über Leichen (Una sull’altra)
- 1970: Django und Sabata – wie blutige Geier (C’è Sartana… vendi la pistola e comprati la bara!)
- 1970: Sartana kommt… (Una nuvola di polvere… un grido di morte… arriva Sartana)
- 1971: Ein Hallelujah für Camposanto (Gli fumavano le colt… lo chiamavano Camposanto!)
- 1971: Man nennt mich Halleluja (Testa t’ammazzo, croce… sei morto! Mi chiamano Alleluja)
- 1972: Beichtet Freunde, Halleluja kommt (Il West ti va stretto, amico… è arrivato Alleluja)
- 1972: Ein Halleluja für Spirito Santo (Un oomo avvisato mezzo ammazzato… Parola di Spirito Santo)
- 1972: Quäle nie ein Kind zum Scherz (Non si sevizia un paperino)
- 1973: Jack London: Wolfsblut (Zanna Bianca)
- 1974: Die Teufelsschlucht der wilden Wölfe (Il ritorno di Zanna Bianca)
- 1975: Verdammt zu leben – verdammt zu sterben (I quattro dell’apocalisse)
- 1977: Die sieben schwarzen Noten (Sette note in nero)
- 1978: Silbersattel (Sella d'argento)
- 1979: Sado – Stoß das Tor zur Hölle auf (Buio omega)
- 1980: Man-Eater – Der Menschenfresser (Antropophagus)
- 1980: In der Gewalt der Zombies (Le notti erotiche dei morti viventi)
- 1980: Orgasmo Nero III – Schwarze Haut auf weißem Sand (Sesso nero)
- 1981: Insel der Zombies (Porno Holocaust)